# Aeroporto di Frosinone
L'Aeroporto di Frosinone (ICAO: LIRH) o Aeroporto di Roma Frosinone è un aeroporto militare italiano situato a 5 km dalla città di Frosinone intitolato alla memoria del capitano pilota Girolamo Moscardini, sede del 72º Stormo dell'Aeronautica Militare Italiana.

## Storia
L'Aeroporto di Frosinone o Aeroporto di Roma-Frosinone, nacque il 1º gennaio 1939 su un preesistente campo di fortuna di Frosinone ed il 5 marzo 1939 ne fu disposta la classificazione di Aeroporto Armato di 3ª Classe. Nella Seconda Guerra mondiale, la Luftwaffe nel mese di aprile 1943 prese il controllo dell'aeroporto, il quale fu uno dei più importanti scali di ricognizione del centro Italia e del Mediterraneo per l'aviazione tedesca, ospitando in particolare, durante la Campagna d'Italia, i Bf 109G del secondo gruppo del Jagdgeschwader 53 e l'unità di ricognizione della Wettererkundungsstaffel 26 (Westa 26) in ripiegamento dal Mar Mediterraneo ed in particolare da Trapani. La permanenza di quest’ultima durò relativamente poco, ovvero dal mese di giugno fino a settembre 1943 dove nel giorno 11 l'aeroporto fu pesantemente bombardato insieme al resto della città e il gruppo venne trasferito nell'Aeroporto di Perugia. Dal 1944 al 1946 ospitò la Scuola di Addestramento Bombardamento e Caccia della neonata Aeronautica Cobelligerante Italiana e subito dopo la guerra ospitò la Scuola Addestramento Trasporto e Aeronavigazione equipaggiata con i Martin Baltimore.
Nell'aprile 1955 il Reparto Addestramento Elicotteri si trasferì all'aeroporto Girolamo Moscardini di Frosinone dove assunse la denominazione di Centro Elicotteri. Il 15 febbraio 1960 fu costituita la Scuola Volo Elicotteri. Il 1º novembre 1985 la Scuola Volo Elicotteri di Frosinone assume la denominazione di 72º Stormo. Nel maggio 1990 entrarono in linea i nuovi elicotteri NH-500E realizzati dalla società Agusta.
Dal 1999 elicotteri e personale del 72º Stormo sono stati rischierati in Albania e in Kosovo, sull'aeroporto di Giacovizza, a supporto dei contingenti italiani e NATO della KFOR (Kosovo FORces) e, dal 2000, in Eritrea nell'ambito della missione UNMEE.
Il 20 marzo 2005 lo stormo è stato intitolato alla Medaglia d'oro al valor militare Sergente Pilota Marcello De Salvia, prima ed unica medaglia d'oro ad aver conseguito il brevetto di volo a Frosinone.
Alle dipendenze del 72º Stormo, operano il 208º Gruppo su NH-500E, il GIP (Gruppo Istruzione a Terra), il 472º Gruppo STO, il 572º Gruppo SLO, il GEA (Gruppo Efficienza Aeromobili) e la Compagnia Protezione della Forze.
Il 208º Gruppo provvede alla formazione iniziale dei piloti d'elicottero delle Forze Armate e degli altri Corpi dello Stato e, limitatamente ai piloti dell'Aeronautica Militare, al rilascio dell'abilitazione su elicottero. A Frosinone inoltre si provvede all'istruzione degli specialisti che, già qualificati per il lavoro sugli elicotteri, svolgono dei corsi d'addestramento pratico. Lo Stormo è in grado, infine, di svolgere concorso a operazioni SAR e addestramento al Combat SAR.
Da anni si discute sulla realizzazione di un nuovo aeroporto di Frosinone, destinato ad uso civile collegato in tempi rapidi con il centro di Roma utilizzando la linea ferroviaria del Treno ad alta velocità che attraversa il territorio di Frosinone. Nel 2013 è stato aperto sullo scalo aeroportuale l'Aeroclub di Frosinone. L’associazione, federata con l’Aero Club d’Italia, ha siglato un’intesa con l’aeroporto militare “Moscardini” di Frosinone. L’accordo è finalizzato a diffondere la cultura aeronautica ma anche uno sviluppo del territorio.
Ad Agosto 2019 è stata istituita presso la Camera di Commercio di Roma l'APARF, (Associazione Progetto Aeroporto di Roma Frosinone). L'associazione ha come scopo lo sviluppo del territorio e la realizzazione progettuale sullo stesso, del terzo aeroporto civile di Roma.

### Curiosità
Il 22 maggio 2005, il 72º Stormo è entrato nel Guinness dei primati per aver dato vita ad una "formazione costituita con il più elevato numero di elicotteri (19) contemporaneamente in volo". Nel settembre del 2006, durante una manifestazione sui cieli di Pratica di Mare il 72º stormo ha ulteriormente migliorato il record con 19 elicotteri in volo a comporre la sigla AM. Il record è stato successivamente battuto dalla US Army nel 2016.
Il 4 settembre 2022, vari TG nazionali e TG Studio Aperto annunciavano l'inserimento dell'aeroporto di Roma Frosinone nel nuovo Piano Nazionale Aeroporti, come nuovo aeroporto civile a supporto del network degli scali romani. Tuttavia, due giorni dopo la diffusione della notizia su tutti i media nazionali, alla pubblicazione della prima bozza di piano, Frosinone ne fu esclusa. A distanza di anni, l'associazione A.P.A.R.F. sta lavorando alacremente con il nuovo Governo, Regione Lazio e vari stakeholder per reinserire il progetto infrastrutturale all'interno della versione definitiva del Piano Nazionale Aeroporti, la cui pubblicazione è prevista per aprile 2025.